# Chalcoscirtus parvulus
Chalcoscirtus parvulus es una especie de araña araneomorfa del género Chalcoscirtus, familia Salticidae. Fue descrita científicamente por Marusik en 1991.
Se distribuye por Grecia, Turquía, Kazajistán, Irán y Asia Central. El cuerpo del macho mide aproximadamente 1,7-2,1 milímetros de longitud y el de la hembra 2,7 milímetros.